# Seminario Santísima Trinidad
El Seminario Santísima Trinidad (en inglés: Holy Trinity Seminary) es un seminario sacerdotal católico en Irving, Texas. Fue fundado en 1964, y se encuentra en el campus de la Universidad de Dallas, siendo regido por la diócesis de Dallas.
Los seminaristas asisten a clases en la Universidad de Dallas (UD), una universidad católica con fuertes lazos con la diócesis de Dallas. Como residencia académica que no otorga títulos, el Seminario Santísima Trinidad no está acreditado por separado por ninguna organización acreditadora, pero está aprobado por la diócesis y la Santa Sede para la formación de candidatos al sacerdocio antes de recibir el Sacramento del Orden.

## Académico
Antes de ser ordenados sacerdotes, los seminaristas que residen en el Seminario Santísima Trinidad deben graduarse de la UD con un título en Filosofía y Letras. El seminario no otorga títulos en sí mismo, sino que sirve como residencia para los seminaristas que toman clases en el campus académico vecino de la Universidad de Dallas.
Además de sus estudios presenciales en la UD, a los seminaristas se les asignan trabajos domésticos y una orden de trabajo comunal semanal para que aprendan a pensar en el seminario como su casa y a aceptar la responsabilidad de su mantenimiento.